# Sicyosperma gracile
Sicyosperma gracile är en gurkväxtart som beskrevs av Asa Gray. Sicyosperma gracile ingår i släktet Sicyosperma och familjen gurkväxter. Inga underarter finns listade i Catalogue of Life.